# Школа-інтернат

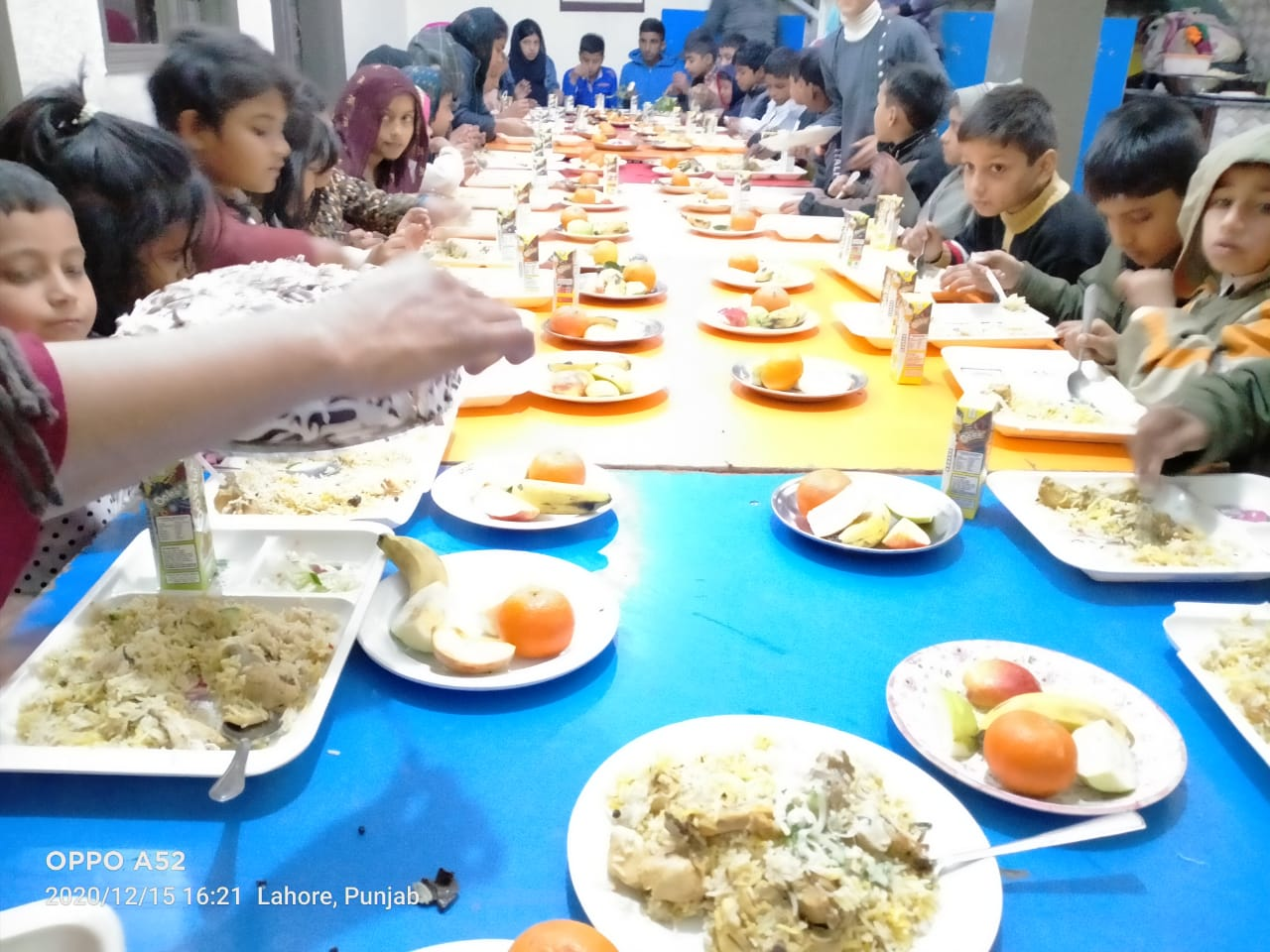
Дитячий будинок «Ясний», м. Київ

Інтернат, також інтернатний заклад — заклад з цілодобовим перебуванням дітей, створений з метою їх проживання, розвитку, виховання, освіти, професійної орієнтації, підготовки до самостійного життя.
Слово «інтернат» походить від лат. internus (всередині). Англійським аналогом цього терміна є — «boarding school», хоча його конотації на Заході є скоріше позитивними, ніж конотації, які виникають у людей пост-радянського простору від сприйняття слова «інтернат».

## З історії дитячих притулків
Перший дитячий будинок був заснований Франке близько 1700 року, але правильну організацію вони отримали тільки на поч. XIX ст. завдяки працям Фалька. У 1802 р. в князівствах Ліппе-Детмольд та Пауліна відкрився притулок виключно для малолітніх дітей до 4-х л. віку. У 1805 р. Волькен пропонував зробити з притулків підготовчі заклади з 3-х або 4-х річним курсом: його ідея знайшла застосування лише в невеликому числі притулків і значно пізніше. З Німеччини дитячі притулки запозичила Англія, потім Нідерланди, ще пізніше Франція.
У Парижі в 1880 р. на 20 міських округів було 119 громадських і багато приватних притулків. Притулки для дітей від 7-12 років називаються сирітськими будинками. Навчали тут головним чином майстерності та рукоділлю. У Парижі сирітських будинків для хлопчиків в 1881 р. було 8, для дівчаток — 67. У селах існували сільськогосподарські притулки.
Дуже багаті різного роду притулками Сполучені Штати. У XIX столітті у відповідь на проблеми бідності, злочинності, безробіття виник рух за благополуччя дітей, який зосередив свої зусилля на захист неповнолітніх від нездорового впливу міського життя.
У 20-х роках XIX століття в трьох великих містах — Нью-Йорку, Філадельфії і Бостоні були створені перші притулки, які мали на меті ізолювати дітей, які знаходяться в небезпеці від розбещуючого середовища і частково замінити їм родину та громаду. Однак досить швидко виявилася неефективність притулків. Скоріше, вони виявлялися тимчасовим притулком дитини в екстремальних ситуаціях.
У дореволюційній Російській імперії благодійні установи для опікування сиріт і дітей, покинутих батьками й залишених без догляду виникли у XVIII ст. при монастирях. Перший немонастирський дитячий притулок був відкритий у Петербургові в 1837 при Демидовскому будинку «піклування трудящих» (називався «дитячими кімнатами»). Керування дитячих притулків здійснювали попечитель (попечителька), директор, почесний старшина (у функції котрого входила турбота про матеріальне забезпечення притулку), доглядачка і її помічниця. Тодішня ціль дитячих притулків — надати дітям тимчасовий притулок.
У 1846 р. у дитячі притулки був дозволений нічліг, а в 1847 р. і постійне проживання дітей. У 1889 р. із 127 притулків у Російській Імперії тільки 31 призначав для прихожих дітей, інші були змішаними — для постійно живучих і прихожих.
У 1891 р. було видано нове положення про дитячі притулки. Згідно з положенням, у дитячі притулки бралися діти не молодше 3 років і залишалися там до 12 років. Була введена програма навчання, прийнята для однокласних селянських шкіл. При дитячих притулках могли закладатися класи ремесла або училища. Було влаштовано близько 80 селянських притулків, де діти навчалися садівництву, огородництву й ін. сільськогосподарським роботам.
В Західній Україні, Буковині до 1939—1940 рр. існували притулки під назвами «захоронки», «захисти», «сиротинці» тощо.
Після Жовтневого перевороту притулки було ліквідовано. У СРСР для виховання осиротілих дітей та дітей, що втратили годувальників, створено мережу державних дитячих будинків і спеціальних шкіл-інтернатів.

## Інтернатні заклади в Україні

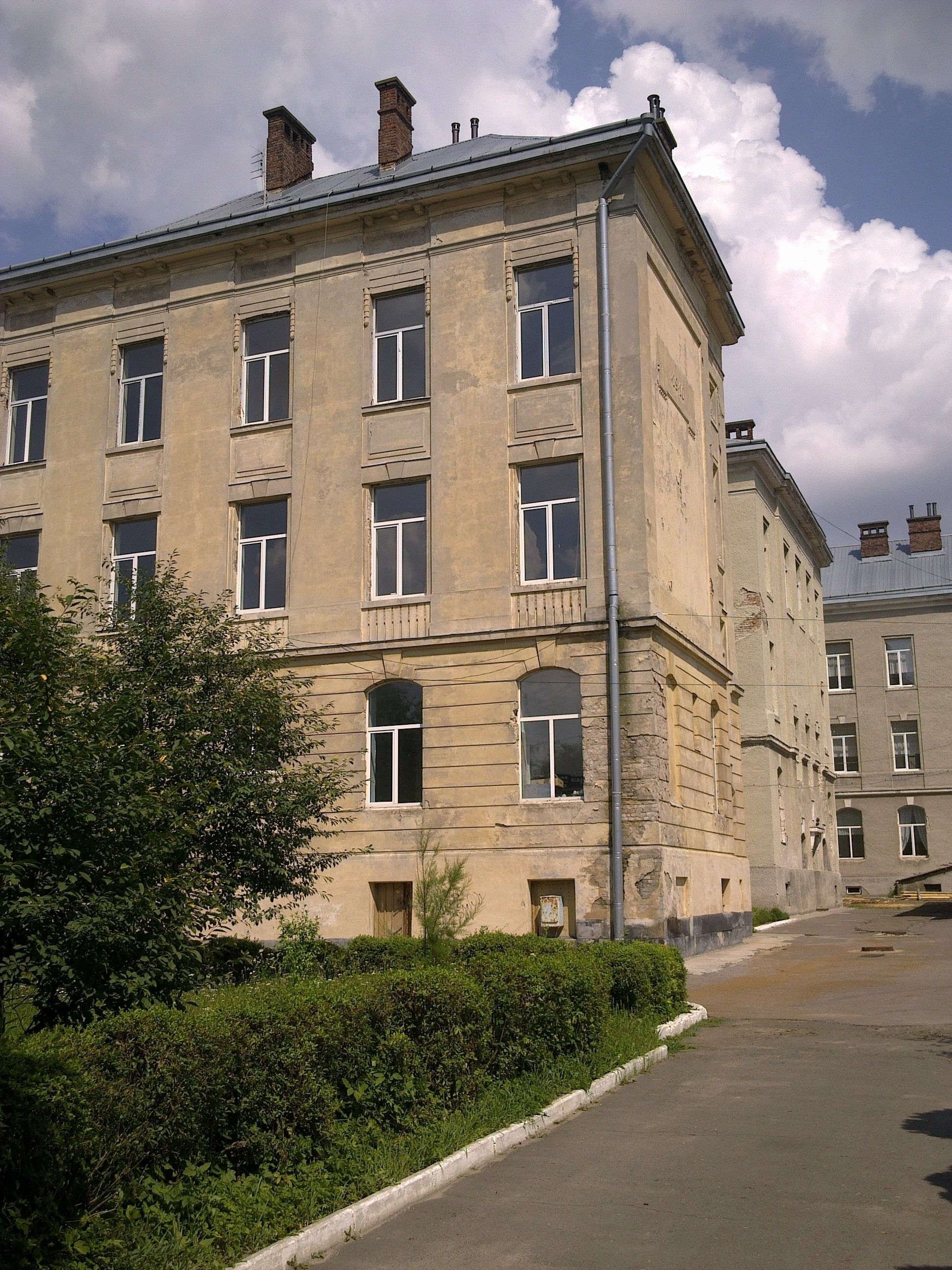
Спальний корпус Сокальської загальноосвітньої санаторної школи-інтернату для дітей хворих на сколіоз

Українське законодавство до інтернатних навчальних закладів (закладів інституційного догляду і виховання), які підпорядковуються системі освіти, відносить:
- дитячий будинок — забезпечує розвиток, виховання, навчання та соціальну адаптацію дітей-сиріт та дітей, позбавлених батьківського піклування, дошкільного та шкільного віку;
- загальноосвітня школа-інтернат — забезпечує виховання, навчання та соціальну адаптацію дітей-сиріт та дітей, позбавлених батьківського піклування;
- спеціалізована школа-інтернат I—III ступенів — з поглибленим вивченням окремих предметів та курсів, що забезпечує виховання, навчання та соціальну адаптацію обдарованих дітей-сиріт та дітей, позбавлених батьківського піклування;
- спеціальна загальноосвітня школа-інтернат І-ІІІ ступенів — для дітей-сиріт та дітей, позбавлених батьківського піклування, які потребують корекції фізичного та (або) розумового розвитку;
- загальноосвітня санаторна школа-інтернат І-ІІІ ступенів — з відповідним профілем для дітей-сиріт та дітей, позбавлених батьківського піклування, які потребують тривалого лікування.

Вирізняють також, заклади інтернатного типу підпорядковані органам соціального захисту, які створено для захисту інтересів та надання послуг соціального захисту людям похилого віку, інвалідам усіх вікових груп, бездомним та іншим соціально вразливим верствам населення.
Інтернатні заклади системи освіти створюються не лише для дітей-сиріт та дітей, позбавлених батьківського піклування, а також для «батьківських» дітей, які потребують корекції фізичного та (або) розумового розвитку, для дітей, які потребують соціальної допомоги, для дітей, які потребують тривалого лікування та реабілітації, а також для обдарованих дітей.
Діти-сироти та діти, позбавлені батьківського піклування зараховуються до закладу інтернатного типу у віці від трьох років та перебувають у закладах даного типу до здобуття базової чи повної загальної середньої освіти, а в разі необхідності — до повноліття. При цьому такі діти знаходяться на повному державному утриманні.

### Статистика
- На утримання дитини в інтернаті держава витрачає три тисячі гривень на рік[6]
- Приблизно 34 тис. дітей знаходяться в інтернатах і дитячих будинках України[7].
- Нині в Україні налічується понад 100 тис. таких дітей, з яких майже 29 тис. утримується, виховується та навчається в інтернатних закладах. У цих закладах вихованці, через їхню велику кількість, не отримують сімейного затишку, материнської та батьківської ласки, справжнього добробуту, а головне — соціальної адаптації з раннього дитинства.
- В Україні станом на 2011 р. функціонує 1062[8] інтернатних закладів різних типів для дітей-сиріт і позбавлених батьківського піклування дошкільного і шкільного віку. Ці заклади мають статус так званих «сирітських». До їх числа належать 406 загальноосвітніх шкіл-інтернатів, 176 дитячих будинків, 48 будинків дитини, 376 дитячих будинків сімейного типу та 56 дитячих будинків-інтернатів.[8]
- Щорічно в інтернатних закладах завершують близько 1,5 тис.[9] дітей. Однак прослідковується стійка тенденція до того, що більшість вихованців інтернатних закладів є соціально та психологічно неадаптованими, мають відхилення у поведінці, підвищену агресивність, а створена система виховної роботи не спроможна сформувати[9] у дітей життєво необхідні навички для самостійного життя. Майже 20 % випускників не можуть влаштуватися на роботу або продовжити навчання та здобути певну професію, для 41 % відсутня перспектива вирішення житлових проблем, майже 20 % колишніх вихованців притягується до кримінальної відповідальності[9].

### Благодійні фонди, що турбуються проблемами дитячих будинків-інтернатів
- Благодійний фонд «Приятелі дітей»

Детальніше у статті Благодійний фонд «Приятелі дітей»
У рамках програм Фонду діти-сироти інваліди вихованці Наддвірнянського будинку дитини Івано-Франківської області перебували на оздоровлені у літньому таборі «Приятелів дітей» у Ворохті Івано-Франківської області. Зокрема, у 2003 році 13 сиріт-інвалідів відвідати табір. Інші діти приїжджають до Києва на лікування та протезування.
- Фонд Святослава Вакарчука «Люди Майбутнього»

У червні 2010 р. Фонд прийняв програму — «3D-Проект: Dумай! Dій! Dопомагай!», що повинна зрушити з місця проблему комп'ютеризації дитячих будинків. У рамках програми закупівля комп'ютерної техніки для дитячих будинків десяти областей України.
- Фонд «Україна 3000»

Детальніше у статті Україна 3000
Фонд неодноразово допомагав різним будинкам-інтернатам. Зокрема, у грудні 2011 р. передав для вихованців Замглайського дитячого будинку-інтернату для розумово відсталих дітей канцтовари та одяг, Богуславському дитячому будинку «Оберіг» було передано канцтовари, іграшки та спортивне спорядження тощо.

### Реформування системи інтернатних закладів
У 2007 в Україні прийнята Державна програма з реформування інтернатних закладів.
У 2017 розпорядженням Кабінету Міністрів України від 9 серпня 2017 р. № 526 затверджена Національна стратегія реформування системи інституційного догляду та виховання дітей на 2017—2026 роки. У 2019, з метою координації впровадження цієї стратегії урядом України утворений тимчасовий консультативно-дорадчий орган Кабінету Міністрів України — Координаційна рада з питань реформування системи інституційного догляду та виховання дітей.

### Модернізація системи соціальної підтримки населення України
Міністерством соціальної політики України згідно з Угодою від 2014 року про позику між Україною та Світовим банком реалізується проєкт «Модернізація системи соціальної підтримки населення України». В 2019—2020 консорціум у складі Оксфорд Полісі Менеджмент Лімітед (Велика Британія), Міжнародна благодійна організація "Партнерство «Кожній дитині» Україна, СОС Кіндердорф Інтернешнл та Український фонд «Благополуччя дітей» консультують з питань розробки та впровадження Регіонального плану стосовно збільшення обсягів надання послуг з догляду на сімейній основі (реформування інтернатних закладів для дітей) у Тернопільській області.

## Дитячі будинки-інтернати у світі

### Велика Британія
Будинків-інтернатів для дітей практично немає, якщо і трапляються, то невеликі школи-інтернати. Дуже поширеним є короткострокове проживання, найпоширеніша та найпопулярніша форма — прийомні сім'ї (в них утримується до 75 % всіх дітей, позбавлених батьківського піклування).

### В'єтнам
Функціонують центри соціального захисту сімейного типу. На утримання однієї дитини в таких установах виділяється 84 тис. донгів на місяць (6 доларів США). Контингент тих, хто проживає в цих центрах, розділений на невеликі групи — родини. Кожна родина має матір і складається з 6-8 братів-сестер різного віку.
У центрі соцзахисту дітям надається медичне обслуговування, можливість навчатися, здобувати професію, брати участь у заходах відпочинку і дозвілля. Їх готують до майбутнього дорослого життя.

### Індія
Станом на 2008 р. діє 831 дитячий будинок.

### Китай
Дитячі будинки-інтернати відповідально ставляться до прийому вихованців. Спочатку складається карта, де описується стать і вік дитини, детально вказуються особливі прикмети і, нарешті, описуються відбитки пальців. Цьому процесу приділяється особлива увага, і, в тому випадку, якщо мати вирішить повернути покинуту дитини назад, вона може зробити це, детально описавши візерунки відбитків своєї дитини.
Загалом, у Китаї налічується близько 50 тисяч дитячих будинків.

### Німеччина

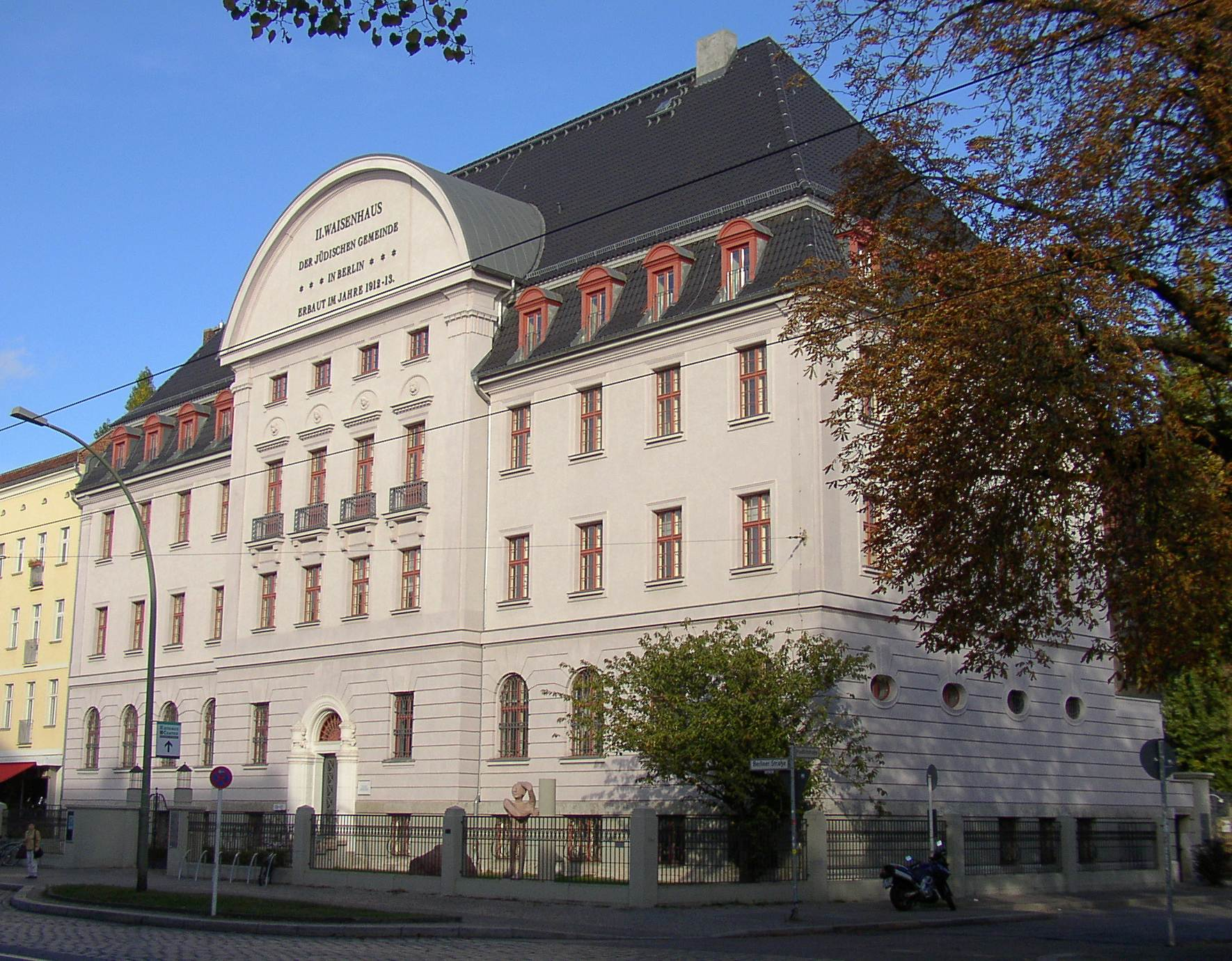
Колишній єврейський сиротинець у Берліні

Дитячі будинки-інтернати фінансуються органами місцевої територіальної комуни, існує й фінансування на рівні федерації, а також заохочується допомога благодійних фондів. Переважно в інтернатах проживають групи до 15 осіб, які забезпеченні чотирма вихователями та одним соціальним робітником-волонтером.
Важливо, що переважна більшість інтернатних закладів надає кожному вихованцю можливість проживати в одній кімнаті, або ж по двоє. Усі без винятку діти, включаючи дітей з фізичними вадами, отримують освіту в загальних навчальних закладах. Ця практика призводить до того, що дитина-сирота стає соціально-адаптованою.
Німецька держава намагається розглядати державні структури утримання дітей як останній механізм у вирішенні проблем сирітства.

### Російська Федерація

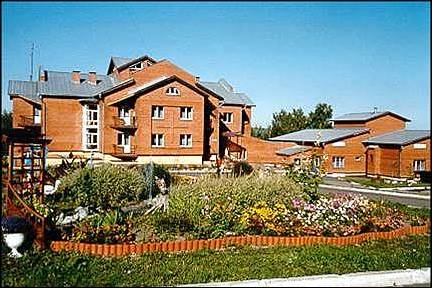
Дитячий будинок «Притулок св. Миколи» в Новосибірську

На початку 2007 р. в Росії налічувалося 748 000 дітей-сиріт (2,8 % від усієї дитячої популяції), з них у дитячих установах перебувало 174 тисячі.
За даними Генпрокуратури РФ тільки 10 % випускників російських державних дитячих будинків та інтернатів адаптуються до життя, 40 % здійснюють злочини, ще 40 % випускників стають алкоголіками і наркоманами, 10 % кінчають життя самогубством.

### Словаччина
Існують дитячі діагностичні будинки. У них діти перебувають від 1,5 до 2 місяців. За цей період фахівці ставлять медико-психологічний діагноз. Відповідно до нього дітей потім направляють у родину, або до масової школи, спеціалізованого сімейного чи звичайного сімейного дитячого будинку, установ для дітей з особливостями в поведінці.

### Сполучені Штати Америки
Дитячі будинки не входять до американського процесу усиновлення.
Після Другої світової війни більшість дитячих будинків у США почали закриватися. За останні кілька десятиліть дитячі будинки були замінені на менші структури, які прагнуть забезпечити шкільне середовище для дітей, що там перебувають. Більшість дітей-сиріт перебуває у житлових центрах лікування.

### Угорщина
Згідно з прийнятими законами щодо захисту прав дітей будь-яка інтернатна установа має бути максимально наближена до створення сімейної атмосфери виховання і не може утримувати більше 20-30 дітей. Практично у всіх постсоціалістичних країнах такі зміни викликали незадоволення в керівництва інтернатних закладів, але цей процес відбувається активно, незважаючи на опір традиційної системи виховання та утримання дітей, позбавлених батьківського піклування.

### Японія
Роль дитячих будинків виконують Центри роботи з проблемними дітьми. Якщо дитина залишилася без батьків, вона обов'язково буде туди доставлена.